# Brooks Atkinson
Brooks Atkinson (28 noiembrie 1894 - 14 ianuarie 1984) a fost un critic de film, angajat al The New York Times din 1925 până în 1960.
1. ↑  Brooks Atkinson, Munzinger Personen, accesat în 9 octombrie 2017
2. 1 2  Brooks Atkinson, Internet Broadway Database, accesat în 9 octombrie 2017
3. 1 2  Autoritatea BnF, accesat în 10 octombrie 2015
4. ↑  „Brooks Atkinson”, Gemeinsame Normdatei, accesat în 27 aprilie 2014
5. ↑  „Brooks Atkinson”, Gemeinsame Normdatei, accesat în 30 martie 2015
6. ↑  Czech National Authority Database, accesat în 1 martie 2022